# Thiti Mahayotaruk
Thiti Mahayotaruk (ธิติ มหาโยธารักษ์; nascido em 19 de novembro de 1996), também conhecido como Bank Thiti, é um ator tailandês. Sua estreia na TV ocorreu na segunda temporada de Hormones: The Series, como Non, em julho de 2014.

## Carreira
No início de 2014 fez uma audição para Hormones: The Next Gen se classificando no Top 12. Mais tarde, foi classificado no top 5 e fez sua estreia na segunda temporada de Hormones: The Series, como Non Natchanon Kasemchanchai, em julho de 2014. Em novembro do mesmo ano, estrelou o quarto episódio da série ThirTEEN Terrors, intitulado "Missed Call".
Estrelou o filme May Who?, produzido e distribuído pela GMM Tai Hub, que teve sua estreia na Tailândia em 1 de outubro de 2015. Em janeiro de 2016, apareceu em Diary of tootsies, série baseada num blog de da Tailândia contando as desventuras de um grupo LGBT.
Em abril de 2017, apareceu em Love Songs Love Series: How Far is Near da GMM One. De maio a julho do mesmo ano, estrelou Project S The Series: SPIKE! como Than. Em julho de 2017, apareceu no drama japonês Gata no Kuni Kara. O drama conta a história de um jovem ídolo tailandês que foge acompanhado por uma jovem japonesa.

## Filmografia

### Filmes
| Ano  | Título   | Papel | Notas           |
| ---- | -------- | ----- | --------------- |
| 2016 | May Who? | Pong  | Papel Principal |

### Televisão
| Ano       | Título                                  | Papel | Notas                                      |
| --------- | --------------------------------------- | ----- | ------------------------------------------ |
| 2014–2015 | Hormones: The Series                    | Non   | Recorrente (2ª temp.) Principal (3ª temp.) |
| 2014      | ThirTEEN Terrors                        | Bank  | Papel Principal (Ep. 4)                    |
| 2015      | Stay: The Series                        | Mean  | Papel Principal                            |
| 2016      | Diary of Tootsies                       | Ball  | Participação (Ep. 1–3)                     |
| 2017      | Love Songs Love Series: How Far is Near | Aom   | Papel Principal                            |
| 2017      | Project S The Series: SPIKE!            | Than  | Papel Principal                            |
| 2017      | Gata no Kuni Kara                       | Samut | Papel Principal                            |

## Prêmios e indicações
| Ano  | Prêmio                                    | Categoria               | Trabalho nomeado | Resultado |
| ---- | ----------------------------------------- | ----------------------- | ---------------- | --------- |
| 2015 | Bioscope Awards 2015                      | Performance of the Year | May Who?         | Venceu    |
| 2016 | Thailand National Film Association Awards | Best Actor              | May Who?         | Indicado  |
| 2016 | Bangkok Critics Assembly Awards           | Best Actor              | May Who?         | Indicado  |